# Hannes Rockenbauch

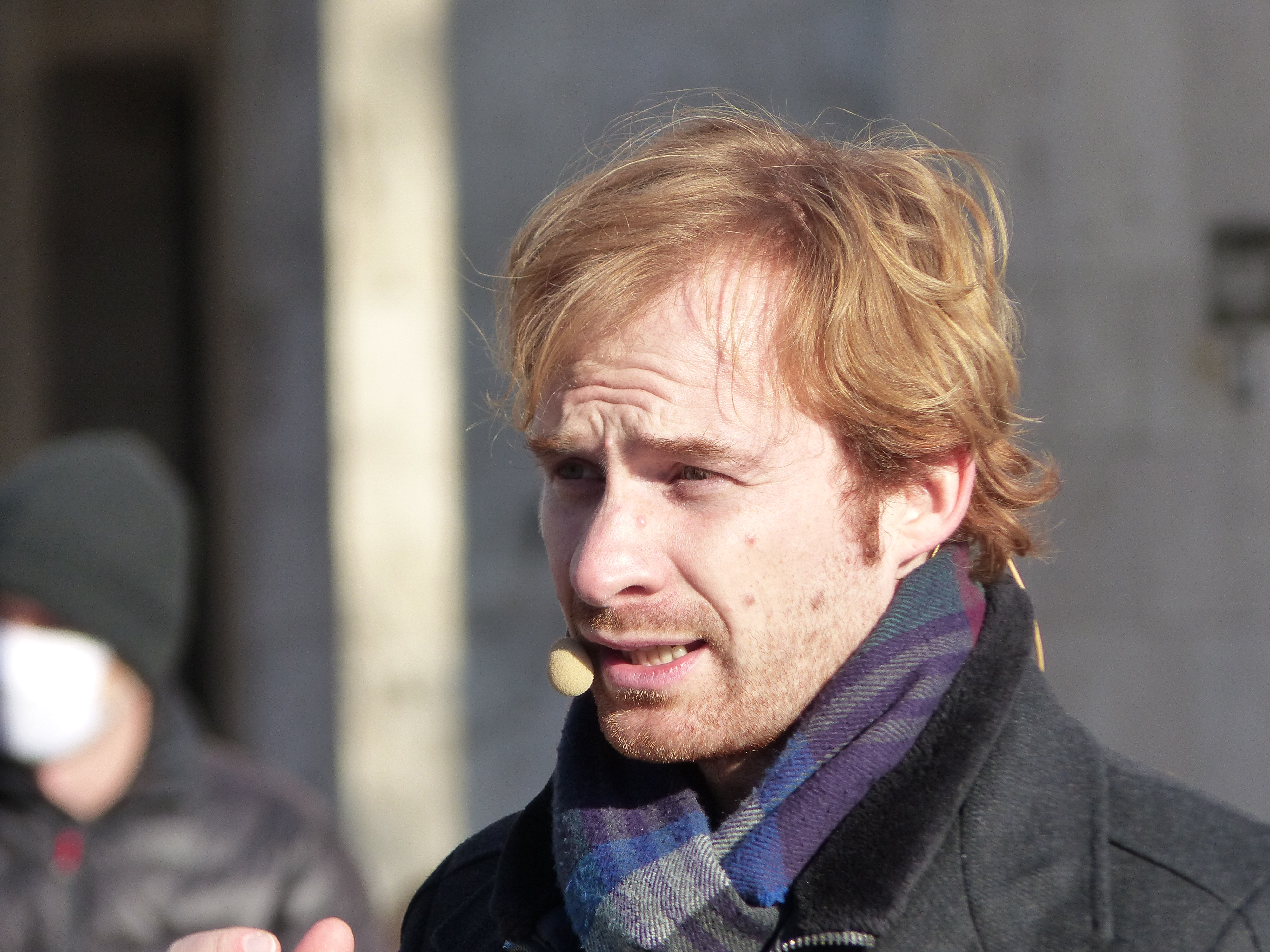
Hannes Rockenbauch (2020)

Hannes Rockenbauch (* 5. Juli 1980 in Stuttgart) ist ein deutscher Architekt und Stadtplaner im Praktikum (AiP/SiP), Kommunalpolitiker und politischer Aktivist.

## Leben
Rockenbauch wurde 1980 in Stuttgart geboren. Er besuchte das Zeppelin-Gymnasium. 2001 bis 2004 studierte er an der Universität Stuttgart Philosophie und Physik bis zum Vordiplom. Anschließend begann er an derselben Hochschule ein Studium der Architektur und Stadtplanung, das er 2011 bei Franz Pesch als Diplom-Ingenieur abschloss. Er arbeitete bis 2019 als Akademischer Mitarbeiter an der Universität Stuttgart. Im Februar 2020 beantragte er vor der Kandidatur zum Stuttgarter OB seine Mitgliedschaft als Architekt und Stadtplaner im Praktikum bei der Architektenkammer BW.
Rockenbauch ist verheiratet und Vater zweier Töchter.
Er ist Kuratoriumsmitglied der Akademie für gesprochenes Wort in Stuttgart.

## Politik
Rockenbauch ist seit seiner Jugend kommunalpolitisch aktiv. Er wurde mit 15 Jahren in den Jugendrat Stuttgart-Ost gewählt, war Schülersprecher und setzte sich unter anderem für den Ausbau der Radinfrastruktur und gegen Stuttgart 21 ein. Seit 2004 ist er Mitglied im Stuttgarter Gemeinderat, seit 2009 dort Fraktionsvorsitzender der Fraktionsgemeinschaft SÖS und LINKE. Nach der Kommunalwahl 2014 bildete sich die Fraktionsgemeinschaft SÖS-LINKE-PluS unter der erweiterten Beteiligung von gewählten Einzelstadträten der Piraten und der örtlichen Studentischen Liste. Rockenbauch wurde wieder zum Fraktionsvorsitzenden gewählt.

### Oberbürgermeisterwahl 2012
Im Oktober 2012 trat er als Kandidat bei der Wahl zum Oberbürgermeister von Stuttgart an.
Er forderte den Ausbau des ÖPNV, sowie dessen Finanzierung über eine Nahverkehrsabgabe, sodass er "kostenlos" ist. Zudem setzte er sich für die Energiewende, kostenlose Kitaplätze und bezahlbaren Wohnraum ein. Er erhielt im ersten Wahlgang 10,4 % der Stimmen und bezeichnete dies als gutes Ergebnis. Im zweiten Wahlgang trat Rockenbauch nicht mehr an.
Bei der Landtagswahl 2016 kandidierte er ohne Erfolg im Wahlkreis Stuttgart I.

### Oberbürgermeisterwahl 2020

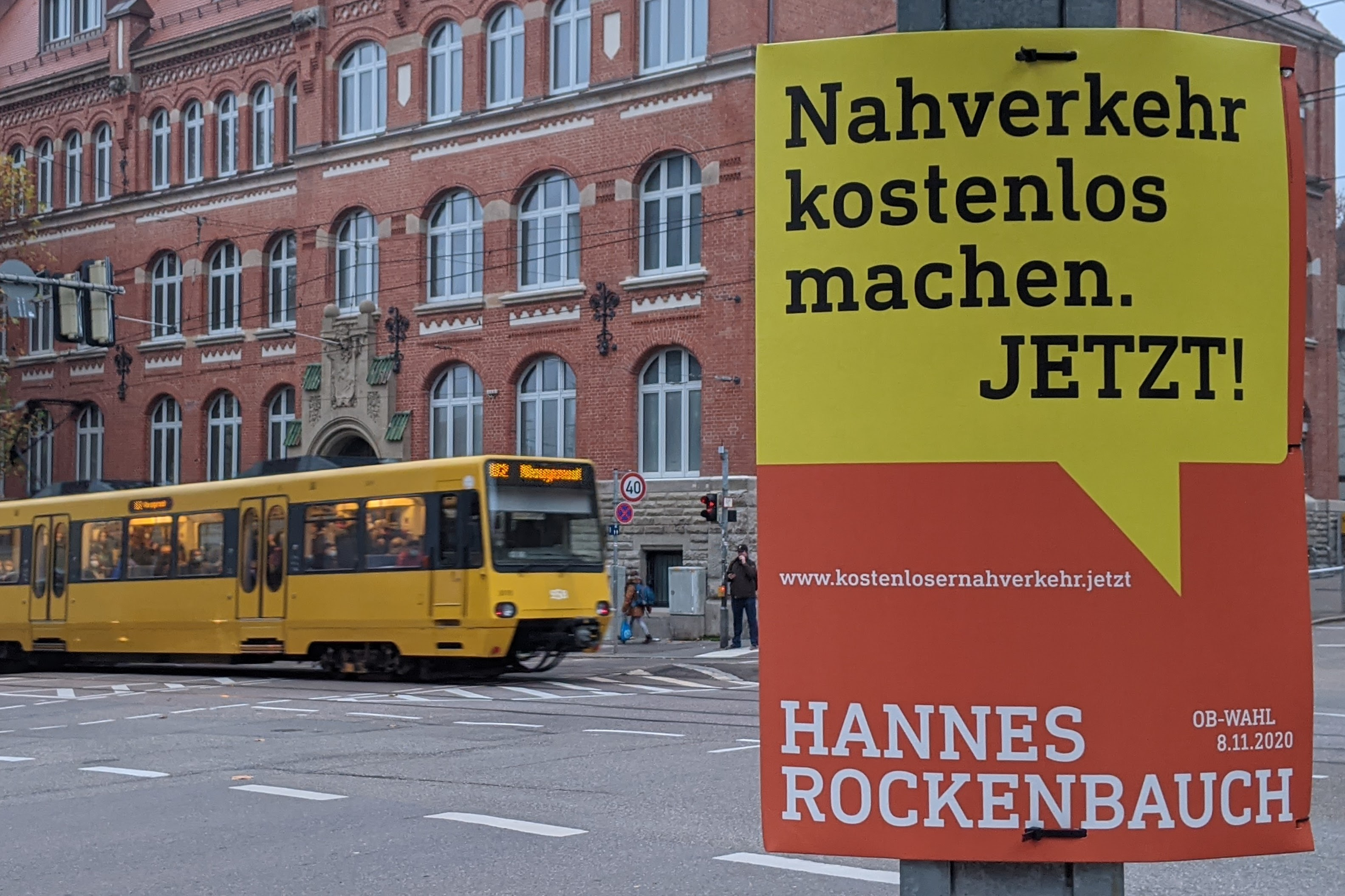
Plakat von Hannes Rockenbauch zur OB-Wahl 2020

Im November 2020 kandidierte er erneut bei der Oberbürgermeisterwahl in Stuttgart.
Er forderte ticketfreien, über eine Mobilitätsabgabe finanzierten Nahverkehr. Im Bezug auf den Klimaschutz solle Stuttgart „Modellstadt“ werden und bis 2029 klimaneutral sein. Zudem forderte er eine sozial gerechte Wohnungspolitik, in der die Stadt Wohnungen in eigener Trägerschaft erwirbt und baut.
Im ersten Wahlgang erhielt er 14 % der Stimmen. Daraufhin fanden Gespräche mit seinen Mitbewerbern aus dem öko-sozialen Lager Veronika Kienzle und Marian Schreier statt, mit dem Ziel sich auf einen Kandidaten und ein Wahlprogramm zu einigen. Diese Gespräche scheiterten, da es seitens Schreier programmatisch keine Kompromissbereitschaft gab und dieser darauf bestand, im zweiten Wahlgang zu kandidieren. Infolgedessen zog sich Kienzle aus dem Rennen zurück und Rockenbauch kandidierte auch im zweiten Wahlgang. Dort erhielt er 17,8 % der Stimmen und verlor damit die Wahl. Er bezeichnete das Ergebnis als ein „starkes Zeichen entschieden im Gemeinderat weiterzuarbeiten“.

### Stuttgart 21
Rockenbauch ist seit vielen Jahren einer der schärfsten Kritiker des Bahn- und Immobilienprojekts Stuttgart 21. Er war an den von Heiner Geißler geleiteten und im Fernsehen übertragenen „Schlichtungsgesprächen“ zwischen Befürwortern und Kritikern des Projektes im Herbst 2010 beteiligt und wurde so überregional bekannt. Rockenbauch war an vielen Demonstrationen gegen Stuttgart 21 beteiligt und auch an einigen Aktionen des passiven Widerstandes bzw. bei Blockaden der Räumungsaktionen der Polizei im Rahmen des Projekts. Seit 2007 ist er Mitglied im Aktionsbündnis gegen Stuttgart 21. 2011 war er Sprecher des Aktionsbündnisses der Kampagne „Ja zum Ausstieg“ zur Volksabstimmung über Ausstieg aus oder Verbleib im Projekt Stuttgart 21 am 27. November 2011.
Als Kandidat zur Oberbürgermeisterwahl 2020 setzte er sich für die Änderung der Planungen unter Berücksichtigung der bereits erstellten Gewerke im Sinne von Umstieg 21 ein.

### Solidarität mit Letzter Generation
Um gegen eine Allgemeinverfügung Frank Noppers zu protestieren, die seit dem 8. Juli 2023 Klebeaktionen der Letzten Generation im Straßenraum grundsätzlich verbietet, blockierte Rockenbauch mit weiteren Stadtratsmitgliedern am Vorabend des Inkrafttretens zwei Fahrstreifen der Hauptstätter Straße.

## Werke
- Mit allen für alle Stadt gestalten. Gedanken eines Architekten, Planers, Stadtrats und Vaters. Peter-Grohmann-Verlag, Stuttgart 2020, ISBN 978-3-944137-42-1.